# Alice in Videoland
Gli Alice in Videoland sono un gruppo musicale electroclash svedese attivo dal 2002.

## Formazione

### Formazione attuale
- Toril Lindqvist - voce
- Anders Alexander - batteria, sintetizzatore
- Johan Dahlbom - basso
- Martin Kenzo - chitarra

### Ex componenti
- Carl Lundgren
- Anders Lundgren
- Dominique

## Discografia

### Album
- 2003 - Maiden Voyage
- 2005 - Outrageous!
- 2008 - She's A Machine!
- 2010 - A Million Thoughts and They're All About You
- 2015 - Forever